# Estación de Medina del Campo
Estación de Medina del Campo vasútállomás Spanyolországban, Medina del Campo településen.

## Vasútvonalak
Az állomást az alábbi vasútvonalak érintik:
- Madrid-Hendaya-vasútvonal
- Medina del Campo-Zamora-vasútvonal
- Medina del Campo–Vilar Formoso-vasútvonal
- Segovia-Medina del Campo railway line

## Kapcsolódó állomások
A vasútállomáshoz az alábbi állomások vannak a legközelebb:
- Estación de Ávila
- Estación de Valladolid-Campo Grande